# Bólido de Aguas Zarcas
El bólido de Aguas Zarcas (denominado localmente como meteorito de Aguas Zarcas) fue un evento meteórico ocurrido durante la noche del 23 de abril de 2019 en la localidad homónima, ubicada en Costa Rica, en la zona norte del país, aproximadamente a las 21:09 hora local (15:09 UTC).
El meteoroide sobrevoló varias localidades de Costa Rica y fue visto por centenares de personas en distintos puntos en el momento de entrar en la atmósfera terrestre, hasta impactar en una vivienda en la localidad de Aguas Zarcas. Se desconoce el tamaño total de los meteoritos caídos, sin embargo, un fragmento de 1070 gramos fue recuperado y analizado.
Durante los días subsiguientes, vecinos de la localidad donde se registró el impacto afirmaron haber encontrado más fragmentos del meteoroide, sin embargo, estos no han sido analizados para confirmar su autenticidad.

## El meteoroide
Gerardo Soto Rodríguez, Óscar Lücke Castro y Pilar Madrigal Quesada, expertos de la Escuela Centroamericana de Geología de la Universidad de Costa Rica analizaron el fragmento principal recuperado del meteoroide y presentaron públicamente sus resultados el 29 de abril de 2019 mediante un comunicado de prensa emitido por ese centro de enseñanza.
El análisis arrojó que la roca se trata de un meteorito pétreo condrítico, compuesto principalmente por silicio, hierro y magnesio, con cóndrulos formados como pequeñas esferas fundidas en procesos de alta temperatura durante la formación del Sistema solar y la Tierra.
Los expertos calcularon la edad del meteorito en 4560 millones de años, aunque indicaron que era necesario llevar a cabo dataciones para confirmarla.
El meteoroide también tenía estructuras denominadas regmagliptos, que sirven para reconocer un meteorito e indican la dirección de la caída del objeto cuando ingresa a la atmósfera.

## Repercusión mediática
Durante la noche del 23 de abril de 2019, las redes sociales se llenaron de decenas de reportes de personas que afirmaban haber visto un destello de luz en el cielo, aunque no reportaron sonido de explosión alguna.
De inmediato varias páginas en Facebook y perfiles en Twitter compartieron supuestas imágenes de lo que había ocurrido, sin embargo, se determinó que ninguno de los registros presentados había sido grabado en Costa Rica, hasta que al día siguiente aparecieron vídeos de cámaras de seguridad en diversas localidades, así como vídeos captados desde los volcanes Irazú y Turrialba por la Red Sismológica Nacional y el Observatorio Vulcanológico y Sismológico de Costa Rica, donde se confirmaba visualmente que un bólido había surcado el cielo del país.